# Jumanji
Jumanji és una pel·lícula estatunidenca dirigida per Joe Johnston, estrenada el 1995, adaptada de la novel·la Jumanji d'Anne Fine. Ha estat doblada al català.

## Argument
La pel·lícula comença el 1869, quan dos nois enterren un cofre prop de Keene, Nou Hampshire, preocupats de desfer-se del seu contingut i que aquest mai sigui trobat, però si algú ho troba demanen a Déu que tingui pietat de la seva ànima.
Un segle després, el 1969, un nen de 12 anys, Alan Parrish (Adam Hann-Byrd), fuig d'un grup de nois i entra a la fàbrica de calçats del seu pare, Sam Parrish i es troba amb el seu amic Carl Bentley, un empleat del seu pare qui li ensenya un nou disseny de sabata esportiva seva. Alan espatlla accidentalment una màquina amb el prototip de sabatilla d'esport que Carl esperava presentar a Sam. Quan descobreix el que ha passat, acomiada a Carl.
Fora de la fàbrica, Alan es troba amb la colla de nois que el seguia, que el colpegen i li roben la seva bicicleta. Alan comença a escoltar sons de tambors tribals en una obra de construcció propera i troba el cofre enterrat, que conté un joc de taula, que en realitat és màgic, anomenat Jumanji.
Aquesta mateixa nit, Alan es troba sopant a la seva casa i té una discussió amb el seu pare per voler-ho enviar intern a una escola i decideix fugir. Quan Alan tracta d'escapar es troba amb la seva amiga Sarah que li retorna la bicicleta que li havien robat, Sarah escolta els tambors del joc, Alan l'hi ensenya i la convida a jugar. Sarah es nega perquè li van deixar d'interessar els jocs de taula i abans d'anar-se Sarah tira els daus sobre el joc. El joc creu que es ella qui ha tirat els daus i és quan apareix un missatge sinistre en la bola de cristall al centre del tauler del joc. Sarah comença a tenir por i li diu a Alan que el guardi però en aquest moment Alan tira accidentalment els daus sobre el joc i apareix un altre missatge, que li diu: «en la jungla esperaràs fins que els daus diguin 5 o 8», i de sobte és absorbit pel joc i Sarah és perseguida fins al carrer per unes ratapinyades que surten de la xemeneia.
Vint-i-sis anys després, el 1995, 2 nois orfes de pare i mare, Judy, de 13 anys i Peter Shepherd, de 12 anys (Kirsten Dunst i Bradley Pierce), es traslladen amb la seva tia Nora a la casa buida dels Parrish (que ha estat deshabitada durant 26 anys) després de perdre als seus pares en un accident de cotxe a les muntanyes Rocoses Canadenques. Després d'un temps Judy i Peter senten els sons dels tambors de Jumanji i troben el joc en l'àtic. En tirar els daus la casa és atacada per mosquits i micos que destrueixen la seva cuina. Al principi no volen seguir jugant però després de llegir les indicacions del joc descobreixen que cada tiratge de daus porta amb si una catàstrofe no obstant això si un d'ells arriba al final i diu la paraula "Jumanji" el joc s'acaba i totes les conseqüències causades per aquest hauran desaparegut pel que decideixen continuar fins a finalitzar el joc.
Després d'això Peter treu en els daus un 5, la qual cosa allibera a Alan que ara és adult i té 38 anys (Robin Williams) i a un lleó. En sortir Alan els dona les gràcies per haver tirat el 5 i haver-ho alliberat no obstant això descobreix que tots els anys que va estar atrapat en el joc molts l'havien donat per mort i surt a la fàbrica de sabates del seu pare a buscar-ho i troba la fàbrica en la ruïna total, ja que el seu pare havia gastat tota la seva fortuna a buscar-ho incansablement tots els anys que va estar desaparegut i els seus pares havien mort.
Alan torna a la casa i al principi no vol seguir jugant però després quan Judy i Peter volen seguir sols Alan els diu que no imaginen els perills que sortiran del joc i posaran en risc les seves vides i ho convencen de continuar la partida. Judy tira els daus però després de veure que la seva figura no avança, Alan s'adona que estan jugant el joc que ell va començar en 1969 i recorda que és el torn de Sarah Whittle (Bonnie Hunt) qui va iniciar la partida amb ell vint-i-sis anys enrere i els tres van a buscar-la a la seva casa i la troben.
Sarah al començament tampoc vol jugar per por de ser absorbida com va ocórrer amb Alan però els altres, tan bon punt Alan l'enganya perquè tiri els daus per primera vegada en 26 anys, la convencen de continuar afirmant que ningú deixarà de jugar passada el que passi.
Conforme avança el joc, els successius tiratges de daus van originant diferents catàstrofes: entre elles la ciutat és atacada per mosquits verinosos, estampida d'animals i micos molt entremaliats. També Alan és perseguit pel caçador Van Pelt (Jonathan Hyde), un home que vol el seu cos mort, ja que ell va aparèixer en lloc seu. Peter va ser convertit en un mico per fer trampa en el joc per tractar de forçar els daus a treure un 12, ja que és el que es necessitava per guanyar. Paral·lelament tots els successos causats per cada jugada generen caos per tota la ciutat. Alan també es retroba amb Carl Bentley (que ara és policia) i li revela que va ser acomiadat injustament pel seu pare el 1969 i també neix un enamorament entre Sarah i Alan.
Al final, Alan aprèn la seva lliçó, ja que quan era un nen tenia por de les seves accions; però ara ja no en té. Arriba al final del joc en treure un 3 amb els daus, i Jumanji els envia al moment abans de començar (el 1969) on Alan i Sarah tornen a ser nens. En aquest moment apareix el seu pare, Alan l'abraça feliç de veure'l novament i li diu la veritat del que ha passat a la fàbrica amb Carl Bentley. Alan recorda Judy i Peter però ell i Sarah s'adonen que estan el 1969 i ells no existeixen aquest any. Tots dos encadenen el joc a uns maons i el llancen al riu.

## Repartiment
- Robin Williams: Alan Parrish
- Bonnie Hunt: Sarah Whittle
- Kirsten Dunst: Judy Shepherd
- David Alan Grier: Carl Bentley
- Jonathan Hyde: Sam Parrish
- Bebe Neuwirth: Nora Shepherd
- Bradley Pierce: Peter Shepherd
- Malcolm Stewart: Jim Shepherd
- Annabel Kershaw: Martha Shepherd
- Patricia Clarkson: Carol-Anne Parrish